# Чимо Наварро
Чимо Наварро (ісп. Joaquín Navarro Armero, нар. 12 вересня 1988, Валенсія) — іспанський футболіст, нападник клубу «Асеро».
Виступав, зокрема, за клуби «Валенсія Месталья», «Валенсія» та «Лариса».

## Ігрова кар'єра
Народився 12 вересня 1988 року в місті Валенсія.
У дорослому футболі дебютував 2007 року виступами за команду «Валенсія Месталья», в якій провів чотири сезони, взявши участь у 54 матчах чемпіонату. 
Своєю грою за цю команду привернув увагу представників тренерського штабу клубу «Валенсія», до складу якого приєднався 2008 року. Відіграв за валенсійський клуб наступний сезон своєї ігрової кар'єри.
Згодом з 2009 по 2016 рік грав у складі команд «Ельче», «Астерас», «Каллоні», «Левадіакос» та «Трикала».
У 2016 році уклав контракт з клубом «Лариса», у складі якого провів наступні два роки своєї кар'єри гравця. 
Протягом 2018—2019 років захищав кольори клубів «Торре Леванте» та «Атлетіко Сагунтіно».
До складу клубу «Асеро» приєднався 2020 року. Станом на 6 червня 2021 року відіграв за Відіграв за 34 матчі в національному чемпіонаті.